# (52230) 1978 NR
1978 أن أر (ويعرف أيضًا باسم (52230) 1978 أن أر وفق تسمية الكوكب الصغير) (بالإنجليزية: 1978 NR)‏ هو كويكب ضمن حزام الكويكبات؛ وترتيبه 52230 من حيث الاكتشاف.
اكتُشف هذا الجُرم الفلكي بواسطة اليانور إف. هيلين في 10 يوليو 1978.

## وصلات خارجية
- (52230) 1978 NR في قاعدة بيانات مختبر الدفع النفاث لأجرام النظام الشمسي الصغيرة

- الاكتشاف · مخطط المدار ·  العناصر المدارية · المعلمات المادية

- (52230) 1978 NR على موقع ويكي سكاي: DSS2, SDSS, GALEX, IRAS, Hydrogen α, X-Ray, Astrophoto, Sky Map, Articles and images